# Włodzimierz Dulemba
Włodzimierz Dulemba (ur. 16 stycznia 1956 w Sosnowcu) – polski poeta, pisarz, autor tekstów piosenek.

## Życiorys
Absolwent filologii polskiej Uniwersytetu Jagiellońskiego.
Był żołnierzem, robotnikiem „Solidarności” (drukował „Gazetę Wyborczą” w jej pionierskim okresie 1989–90), gastarbeiterem, dziennikarzem. Pracował jako redaktor w Telewizji Kraków, Telewizji „Wisła”; był scenarzystą Telewizji TVN. Członek Stowarzyszenia Pisarzy Polskich. Mieszka w Krakowie.
Debiutował w 1976 r. na łamach krakowskiej „Gazety Południowej”. Swoje wiersze publikował m.in. w „Tygodniku Powszechnym”, „Więzi”, „Czasie Krakowskim”, „Nowym Dzienniku” (Nowy Jork), „Liście oceanicznym” (Toronto), „Ekspresjach” (Londyn). Autor kilkunastu książek oraz licznych wierszy i form prozatorskich zamieszczanych w antologiach i podręcznikach szkolnych.
W 1992 r. był stypendystą Funduszu Pomocy Niezależnej Literaturze i Nauce Polskiej w Paryżu. W 1999 r. otrzymał working-grant Stowarzyszenia Dramaturgów Norweskich, jako jedyny pisarz z dziewięciu stolic kultury europejskiej 2000.
W latach 2010–2020  był wielokrotnym stypendystą Stowarzyszenia Autorów ZAiKS, a w 2011 r. Ministra Kultury i Dziedzictwa Narodowego.
Muzykę do jego tekstów komponują: m.in.: Agnieszka Chrzanowska, Adrian Konarski, Ewa Kornecka, Jan Kanty Pawluśkiewicz i Jacek Zieliński. Śpiewają je: Agnieszka Chrzanowska, Marcin Daniec, Agnieszka Fatyga, Łada Marija Gorpienko, Beata Rybotycka, Anna Szałapak, Jacek Wójcicki i inni wykonawcy.

## Twórczość

### Publikacje książkowe
- Podpiszemy wszyscy nasze spuszczone oczy [wiersze], Wydawnictwo Literackie, Kraków 1982.
- Różnica zdań [wiersze], Oficyna Literacka, Kraków 1990.
- Epizody [wiersze], Wydawnictwo Baran i Suszczyński,  Kraków 1995.
- Krzyż – poemat pasyjny [album z fotogramami Piotra Dylika i Jerzego Szota], Wydawnictwo Jedność, Kielce 1999.
- Ptasie wesele [baśń], Wydawnictwo Jedność, Kielce 2001.
- Podstęp Królewny czyli nowa legenda o Smoku Wawelskim [bajka], Wydawnictwo Jedność, Kielce 2002.
- Tajemna opowieść [bajka], Wydawnictwo Jedność, Kielce 2003.
- Pluszowy reniferek [bajka], Wydawnictwo Zielona Sowa, Kraków 2003.
- Śniegowy kolega [bajka], Wydawnictwo Zielona Sowa, Kraków 2003.
- Czaruś [bajka], Wydawnictwo Wilga, Warszawa 2004.
- Skrzatuś [bajka], Wydawnictwo Wilga, Warszawa 2004.
- Cztery pory baśni. Lato [opowiadania], Wydawnictwo Jedność, Kielce 2006.
- Cztery pory baśni. Jesień [opowiadania], Wydawnictwo Jedność, Kielce 2006.
- Cztery pory baśni. Zima [opowiadania], Wydawnictwo Jedność, Kielce 2006.
- Cztery pory baśni. Wiosna [opowiadania], Wydawnictwo Jedność, Kielce 2007.
- Post i moderna [wiersze], Stowarzyszenie Pisarzy Polskich, Kraków 2016.[1][2]
- Cztery pory baśni. Wybór [opowiadania], Wydawnictwo Jedność, Kielce 2017.[3]
- Bajkowe zimowisko [wiersze, opowiadania], Wydawnictwo Jedność, Kielce 2017.[3]
- Blaszana rybka [baśń muzyczna], Wydawnictwo Jedność, Kielce 2020.[4][5]

### Audiobooki
- Cztery pory baśni: Wiosna. Jesień. Zima, 3 × 3 CD MP3, czyta: Bożena Stachura, Wydawnictwo Audio Liber, Warszawa 2012–2013.[6]
- Cztery pory baśni: Lato, 3 CD MP3, czyta: Wojciech Malajkat, Wydawnictwo Audio Liber, Warszawa 2013.

### Wiersze w antologiach
- Drugi Krakowski Almanach Młodych, Wydawnictwo Literackie, Kraków 1980.
- Spalony raj, Wydawnictwo Archidiecezji  Warszawskiej, Warszawa 1986.
- Autorów – sądzą ich dzieła..., z. 3, Wydawnictwo ZamKor, Kraków 2001.
- Zagłębie poetów, Wydawnictwo Gnome, Katowice 2002.
- Święty Mikołaj i przyjaciele, Wydawnictwo Zielona Sowa, Kraków 2003.
- Mikołajowe bajeczki, Wydawnictwo Zielona Sowa, Kraków 2005.
- Kraina wierszy, Wydawnictwo Wilga, Warszawa 2006.
- Pieśni i hymny Piwnicy pod Baranami, Polskie Wydawnictwo Muzyczne SA, Kraków 2006.
- Jama : wnętrza poezji, Krakowska Fundacja Literatury, Kraków 2015.
- Modlitewnik poetycki. Klęcznik ze słów, Wydawnictwo Fronda, Warszawa 2017.[7]
- Wielka księga wesołych świąt, MAC Edukacja, Kielce 2018.
- Słowa, słowa ukryte [Pieśni Piwnicy pod Baranami], Wydawnictwo Fagus, Szczecin 2018.

### Utwory w podręcznikach
- Internet, grafika, algorytmy. Ćwiczenia do informatyki dla klas I–III gimnazjum, Wydawnictwo Edukacyjne, Kraków 2001.
- Razem w szkole, kl. I–III, Wydawnictwa Szkolne i Pedagogiczne, Warszawa 2009.
- Nasze „Razem w szkole”, kl. I-III, Wydawnictwa Szkolne i Pedagogiczne, Warszawa 2014.
- Elementarz XXI wieku. Książka Nauczyciela,  kl. III, Wydawnictwo Nowa  Era, Warszawa 2014.
- Szkolni przyjaciele. Poradnik nauczyciela. Edukacja wczesnoszkolna, kl. II, cz. 4, Wydawnictwa Szkolne i Pedagogiczne, Warszawa 2018.
- Gra w kolory. Podręcznik, kl. III, cz. 2, Wydawnictwo Juka-91, Warszawa 2019.
- Elementarz odkrywców. Książka Nauczyciela, kl. III, cz. 1– 2, Wydawnictwo Nowa Era, Warszawa 2019.
- Ciekawa zabawa 5-latki. Książka Nauczyciela, cz. 2, Wydawnictwo Nowa Era, Warszawa 2021.
- Drużyna marzeń. Trzylatek. Przewodnik metodyczny, cz. 1,  Wydawnictwa Szkolne i Pedagogiczne, Warszawa 2022.
- Drużyna marzeń. Pięciolatek. Przewodnik metodyczny, cz. 1, Wydawnictwa Szkolne i Pedagogiczne, Warszawa 2022.
- Drużyna marzeń. Sześciolatek. Przewodnik metodyczny, cz. 1, Wydawnictwa Szkolne i Pedagogiczne, Warszawa 2022.

### Premiery teatralne
- Lustro, FAMA, Świnoujście 1984 [Trójząb Neptuna – Nagroda Główna Festiwalu] – reżyseria Jerzy Zoń.

### Ważniejsze widowiska telewizyjne
- Spadkobiercy [dramat poetycki] – reżyseria Andrzej Maj, I pr. TVP, 1990.
- Umieraj, Bośnio [plakat filmowy] – reżyseria Jacek Knopp, I pr. TVP, 1995.
- Święty grzech [dramat] – reżyseria Bogdan Tosza, II pr. TVP, 2001.

### Słuchowiska radiowe
- Trzy proste równoległe, IV pr. PR, 1978.
- Galeria snu, II pr. PR, 1985.
- Na drugim brzegu piasku, II pr. PR, 1986.
- Krzyż, II pr. PR, 1987.
- Ptaki Zapomnianej Pieśni, II pr. PR, 1992.
- Martwe motyle, II pr. PR, 1993.
- Fotoplastikon ’90, II pr. PR, 1993.
- Do lustra, II pr. PR, 1994.

Reżyserem wszystkich słuchowisk była Romana Bobrowska.

### Dyskografia
- 1996 – Koncert 40-lecia Kabaretu „Piwnica pod Baranami” (CD), tekst utworu Czas.
- 1997 – Łada Marija Gorpienko, Cudownie jest (CD), tekst utworu Psalm poranny.
- 1997 – Radio Kraków, Głosy poetów (CD), wiersz Hosanna.
- 1999 – Anna Szałapak, Anna Szałapak w Trójce, czyli z czego składa się świat (CD), tekst utworu Tchnienie / Psalm poranny.
- 2000 – Beata Rybotycka, Beata Rybotycka śpiewa pieśni Jana Kantego Pawluśkiewicza (CD), teksty utworów Psalm poranny, Zbudzisz się przy mnie / Czas.
- 2000 – Piwnica pod Baranami (CD), Przychodzimy, odchodzimy. Złota kolekcja, tekst utworu Czas.
- 2001 – Piwnica pod Baranami (CD 6), Ta nasza młodość, tekst utworu Czas.
- 2001 – Pieśń nad pieśniami. Artyści na trzecie tysiąclecie (CD 2), tekst utworu Psalm poranny.
- 2003 – Skarżyckie kolędowanie, Agnieszka Chrzanowska, tekst utworu Miriam.
- 2003 – Tarnowski Teatr im. L. Solskiego, Nazywam się Pinokio (CD), tekst utworu Pokuta Pinokia, wykonanie: Marcin Łabno, muzyka: Ewa Kornecka.
- 2005 – Agnieszka Chrzanowska, Tylko dla kobiet (CD), tekst utworu Hosanna.
- 2007 – Krakowscy artyści dla Krakowa (CD), tekst utworu Zbudzisz się przy mnie / Czas.
- 2013 – Agnieszka Chrzanowska, Piosenki do mężczyzny (CD), tekst utworu Na rozstaju chmur.
- 2016 – Agnieszka Chrzanowska, Dom na skale (CD), tekst utworu Hosanna.
- 2016 – Skaldowie, Jest tylko dziś (CD), tekst utworu Wiem, że gdzieś jesteś.

## Nagrody i odznaczenia
- 2021: Brązowy Medal „Zasłużony Kulturze Gloria Artis”[8][9]
- 2024: Krzyż Oficerski Orderu Odrodzenia Polski[10][9]